# Catlateral Damage
Catlateral Damage es un videojuego en primera persona en el cual el jugador juega como un gato. La meta del juego es tirar al suelo tantas pertenencias del dueño del gato como sea posible. Existen modos de juego en los cuales el jugador podrá correr contra el reloj y arrojar una cierta cantidad de ítems al suelo lo más rápido posible, anotar puntos en un lapso de dos minutos, o un modo de juego libre donde no existe un temporizador ni puntos.

## Desarrollo
La versión original de Catlateral Damage fue creada para el game jam de 7DFPS de agosto de 2013. El desarrollo para un lanzamiento completo comenzó en septiembre de 2013.
El 13 de enero de 2014, Catlateral Damage fue lanzado al servicio «Steam Greenlight» de Steam. Hubo una campaña de Kickstarter para el juego que se desarrolló entre el 16 de junio de 2014 y el 11 de julio de 2014. La versión completa del juego fue lanzada en Steam el 27 de mayo de 2015.

## Recepción

### Lanzamiento original
Joseph Bernstein de BuzzFeed reseñó el Catlateral Damage original citando favorablemente «si alguna vez quisiste saber qué se siente ser una pequeña amenaza felina, esta es tu oportunidad».
Luke Plunkett de Kotaku también reseñó el juego original como «el simulador de gato más preciso que jamás hayas jugado».
Nathan Grayson de Rock Paper Shotgun criticó el Catlateral Damage original como «lo más básico e inconsecuente posible, y eso es exactamente lo que quería de él. Sé un gato. Haz cosas desastrosas de gato. El fin».

### Lanzamiento alfa
Michelle Starr de CNET analizó el lanzamiento alfa de Catlateral Damage como «un poco muy divertido».
Chris Priestman de Indie Statik reseñó el lanzamiento alfa de Catlateral Damage como «un pequeño juego divertido acerca de hacer un lío. ¿Hay algo que no se pueda querer?».
Danny Cowan de Joystiq reseñó el lanzamiento alfa de Catlateral Damage favorablemente diciendo que «para cualquiera que nunca haya tenido gatos, esta es una simulación bastante precisa de lo que implica su día a día».
Mike Irving de VG247 reseñó el lanzamiento alfa de Catlateral Damage como «pequeño y duro de momento», pero el juego le pareció «entretenido».